# 鲫鱼湖 (江西省)
鲫鱼湖是一个位于中国江西省余干县的湖泊，面积约为2.2平方千米，平均水深约为2米。